# Historia contrafactual
Para otras acepciones de historia alterna o historia alternativa véase historia alternativa
La historia contrafactual, llamada también historia alterna o historia virtual es el resultado de un experimento mental sobre la historia que pretende dilucidar un curso hipotético del pasado. El propósito es evaluar la relevancia causal de una explicación histórica al responder a la pregunta «¿qué habría pasado si...?».
Historiadores y filósofos como Ernest Nagel, Niall Ferguson y John Gaddis entre otros han promovido la historia contrafactual como un método válido para el estudio de la historia. No obstante, todavía existe un rechazo por parte de algunos historiadores y filósofos que consideran la historia contrafactual como meras especulaciones y la historia alterna más como un caso para la literatura de ficción que para el análisis histórico académico serio.
La historia alterna es también una fuente de ficción comparable con la literatura fantástica o la ciencia ficción, en lo que se denominan ucronías. Independientemente del rigor académico, puede trazarse una línea clara entre la historia alterna o contrafactual y una ucronía o ficción histórica. Mientras la historia contrafactual parte de una premisa (condición contrafactual o punto de partida) y explora los posibles cambios en la historia, las ucronías suelen despreciar el proceso y utilizan la historia alterna como un escenario para desarrollar un relato de ficción.

## Tipos y propósitos de la historia alterna
La historia alterna puede partir del rigor académico por medio del cual, al intentar responder la pregunta «¿Qué habría pasado si...?», y observar los cambios planteados, se puede comprender la importancia de un evento en particular, y analizar así si la premisa contrafactual fue o no determinante en un desarrollo histórico.
Con menos rigor académico puede ser fuente de especulación histórica. ¿Cómo sería el mundo si Alemania hubiera ganado la Primera Guerra Mundial? puede ser un tema de conversación entre amigos quienes pueden analizar desde los efectos en la Copa del Mundo hasta el calentamiento global, conclusiones que para un historiador podrían parecer descabelladas.
Por otro lado, la historia alterna, particularmente aquella que produce cambios notables respecto a nuestra historia, es un buen escenario para tramas de ficción, similar a la literatura fantástica o de ciencia ficción.

## Especulación académica
El término historia contrafactual suele otorgarse primordialmente al proceso académico y riguroso del análisis de condiciones contrafactuales.
Si se considera que un evento fue una causa determinante en un proceso histórico, se parte de la especulación de que ese evento hubiera ocurrido de forma diferente. Por ejemplo, si se considera que la crisis institucional en España a principios del siglo XIX fue determinante para la independencia de la América Hispana, podría partirse de la pregunta «¿Que habría pasado si España no hubiera tenido una crisis institucional en 1808?». La pregunta puede ser más específica: «¿Que habría pasado si el príncipe Fernando no hubiera instigado el motín de Aranjuez?».
En este caso, si al analizar las aspiraciones de Napoleón y las tropas francesas ya en España, el interés del Reino Unido de abrir mercados en Hispanoamérica, el plan de Godoy de trasladar a la familia real a América, las aspiraciones de Fernando, las ideas de americanos ilustrados como Miranda y las aspiraciones políticas de los españoles nacidos en América, etc. se concluye que España habría perdido igualmente sus territorios antes de 1825, podría pensarse que el motín de Aranjuez no fue una causa real de la independencia de América. Por el contrario, si se concluye que la ausencia del motín habría preservado la unidad del imperio español durante los siguientes 50 años, entonces se prueba que el motín de Aranjuez fue una causa primaria de la independencia.
La historia contrafactual, en su mayor rigor académico, parte de un cambio, llamado también condición o premisa contrafactual o punto de partida, y busca determinar, de acuerdo a los datos conocidos sobre el comportamiento de los pueblos y los individuos, cómo los hechos habrían sido diferentes, o iguales, a nuestra historia.
La premisa contrafactual debe ser interesante desde el punto de vista histórico. «¿Qué habría pasado si la noche anterior a su suicidio, Adolf Hitler hubiera tomado café y no té?» no tendría consecuencias históricas si concluimos que Hitler se habría suicidado igual al día siguiente. Por el contrario, la muerte de Hitler en el atentado de julio de 1944 podría haber tenido consecuencias marcadamente diferentes: o bien los generales del Tercer Reich habrían controlado a la cúpula nazi y negociado la paz con los aliados, o bien habría seguido una guerra civil en Alemania, o bien algún oficial nazi habría controlado rápidamente la situación y continuado con la guerra pero con una diferencia de estilo que, bien la habría alargado hasta que los Estados Unidos poseyeran bombas atómicas para usar sobre Europa, o acortado, permitiendo un mayor o menor avance del ejército soviético. Cualquiera de estos escenarios habría tenido consecuencias importantes sobre el mundo que conocemos.
La premisa contrafactual debe ser verosímil. La pregunta «¿Qué habría pasado si Napoleón Bonaparte hubiese dirigido a Francia durante la Segunda Guerra Mundial?» no tendría ningún valor como método histórico.

## Ficción histórica
En ocasiones la historia alterna se busca como un escenario para una trama, por ejemplo una novela policíaca situada en los años 1960 en un mundo donde la Alemania nazi hubiera ganado la Segunda Guerra Mundial, como es el caso de la novela Patria.
Estos escenarios de historia alterna se conocen también como ucronías. Si bien la ucronía, como género literario, se basa en la novela y el escenario histórico alterno cumple tan solo un papel de escenario, muchos autores de ucronías parten de un análisis riguroso de una condición contrafactual.
En la mayor parte de los casos, sin embargo, la ficción histórica o ucronía parte del escenario, generalmente a partir de premisas difusas, y luego busca llenar los espacios en blanco de una forma más o menos creíble.

## Elementos de la historia contrafactual
En la historia contrafactual rigurosamente académica se debe buscar cumplir los siguientes requisitos:
Punto de divergencia
Conocido también como punto de partida o condición contrafactual, éste es el acontecimiento histórico que marca la diferencia entre nuestra historia y la historia alterna.
El punto de divergencia debe ser históricamente interesante y plausible.
Unicidad del punto de divergencia
En la forma más rigurosa de la historia contrafactual debe existir un único punto de divergencia. Todas las diferencias históricas que se planteen deben estar encadenadas como consecuencias del punto de divergencia.
Sentido histórico
Un trabajo serio de historia alterna debe partir del punto de divergencia y no de las consecuencias. Esta suele ser una de las mayores diferencias entre la historia contrafactual académica y la ucronía como género literario.
En ocasiones, sin embargo, puede ser interesante la otra pregunta: en lugar de preguntarnos «¿Qué hubiera pasado si...?», podríamos preguntarnos «¿Qué hubiera tenido que pasar para que...?». En un trabajo riguroso, la respuesta a esta pregunta debería regresarse a la primera pregunta y comenzar a elaborar desde ahí.
Plausibilidad
No sólo el punto de divergencia debe ser plausible: todos los eventos que se derivan deben serlo igualmente. Si la premisa contrafactual, parte de que Chamberlain hubiera permanecido al frente del Reino Unido durante toda la Segunda Guerra Mundial, esto no implica que automáticamente el CI de Hitler hubiera aumentado previniéndolo de cometer los errores que cometió en nuestra historia.

## Confusiones comunes de la historia alterna
La historia alterna, y particularmente la historia contrafactual académica, no debe confundirse con:
Puntos de vista alternativos
La historia alterna no debe confundirse con la historia vista desde un punto de vista alternativo, generalmente el punto de vista de un pueblo subyugado en contraste con la historia oficial, generalmente escrita desde el punto de vista del ganador.
Un punto de vista alternativo no cambia los hechos históricos, sólo los describe con palabras distintas.
Historias secretas
Una historia secreta consiste en un hecho histórico, real o imaginario, que ocurrió en el pasado pero debido a que sólo lo conocen pocas personas, no ha tenido consecuencias históricas.
Precisamente por no haber tenido consecuencias históricas una historia secreta no es relevante dentro de la historia contrafactual académica.
Revisionismo histórico
El revisionismo histórico pone en duda la historia oficial, esto es la historia documentada y comúnmente aceptada, y sostiene que estos hechos no han sucedido cambiándolos por una historia revisada. La historia alterna, por otro lado, no duda de la historia oficial y es consciente de que la historia alterna es ficción.
Errores históricos
En muchas obras de ficción existen diferencias entre el escenario descrito y la historia real (es decir académica y comúnmente aceptada). Cuando estas diferencias no parten de una decisión consciente de hacer el escenario distinto al mundo que conocemos, sino que parte de licencias creativas, errores de percepción, mala documentación u omisiones involuntarias, no se trata realmente de historia alterna sino de errores históricos.
Anacronismos
Los anacronismos pueden ser objeto de errores históricos o de licencias creativas, en muchas ocasiones con efectos humorísticos. Estas se dan cuando en la caracterización de una época aparecen elementos de otras épocas que no pudieron haber coexistido. Los anacronismos intencionales no podrían considerarse historia alterna cuando el autor no pretende explicar por qué la anacronía existe. Como ejemplo, en La loca historia del mundo de Mel Brooks, Leonardo da Vinci toma una fotografía de la última cena.
Historia futura
Un trabajo serio de historia alterna debe analizar cómo los hechos históricos distintos desde el punto de divergencia, producen o no consecuencias diferentes respecto a la historia documentada. Desde este punto de vista, la historia futura no corresponde a historia alterna porque trata de escenarios y consecuencias que no pueden compararse con los hechos históricos.